# Modřanská vinice
Modřanská vinice (dříve nazývaná také jako Arcibiskupská vinice) je viniční trať v pražských Modřanech. Rozkládá se na ploše asi 1,5 hektaru na jihozápadním terasovitém svahu mezi ulicemi Modřanská, Chuchelská a Nad Vinicí v nadmořské výšce 198 až 232 metrů. Jedná se o nejjižnější pražskou vinici.

## Historie
První zmínky o pěstování vinné révy v Modřanech pocházejí z darovací listiny Soběslava II. z roku 1178. Další zmínky můžeme nalézt v dochovaných městských knihách - dočteme se zde, že v roce 1481 nastala katastrofální neúroda na Modřanských vinicích, naopak v roce 1499 a 1551 vylisovali zdejší vinaři tolik vína, že jej nebylo kam lít. V roce 1576 spálil poslední dubnový mráz všechny vinice v okolí Prahy. V roce 1915 se vinná réva pěstovala na ploše dvou hektarů a bylo zde celkem 18 827 keřů. Pohromou pro vinici byl rok 1929, kdy vinice vymrzla během velkých mrazů, a následně nebyla obnovena.
V roce 1987 získal pozemek bývalé vinice Český svaz zahrádkářů ZO Vinice, jehož členové se rozhodli obnovit vinici na původním místě. Zahájili obnovu zanedbaného svahu a již v roce 1989 byla sklizena první úroda. V roce 1998 získala ZO Vinice právní subjektivitu a v roce 2000 byla obnovená vinice oficiálně zařazena do seznamu vinařských obcí a viničních tratí. Rekultivace pozemku a jeho rozšiřování pro výsadbu dalších keřů pokračovalo až do roku 2004, v současné době je zde prostor asi pro 16 500 keřů.

## Geografické zařazení a kategorizace
Podle územního členění stanoveného vinařským zákonem a jeho prováděcí vyhláškou spadá Modřanská vinice do vinařské oblasti Čechy, Mělnická vinařská podoblast, vinařská obec Praha 12, viniční trať Modřanská vinice.

## Pěstované odrůdy
Mezi hlavní odrůdy bílých vín, které se zde pěstují, patří - Ryzlink rýnský, Muškát moravský (MOPr), Müller Thurgau, Tramín červený, Kerner, Rulandské bílé. Pěstují se zde i odrůdy červených vín zejména Modrý Portugal, Svatovavřinecké, Zweigeltrebe a Rulandské modré. Převažuje rýnsko-hesenské vedení na dva tažně se střední výškou kmene.

## Viniční dům
Součástí historicky cenného areálu modřanské vinice je i památkově chráněný viniční dům postavený v roce 1801. Částečně roubená venkovská usedlost byla využívána při sklizni hroznů, přípravě vína a jeho uskladnění. Jedná se o unikátní ukázku domku z období klasicismu s pětiosým průčelím, trámovým stropem, střechou ze štípaného šindele, půdními průzory a mansardovou střechou. Původně se zde nacházela také černá kuchyně s dýmníkem, průlezným komínem a chlebovou pecí.
Zanedbaná stavba byla v letech 2004 až 2014 obnovena, zrekonstruované prostory přízemní části slouží od roku 2014 jako obřadní síň. V podkroví byla umístěna expozice historie městské části Prahy 12 a část je upravena pro potřeby výstavní galerie. V sousedství domku byla postavena replika původní stodoly, nacházejí se zde toalety a malá kavárna.